# فرودگاه آبی لیک موسکوکا/الپرت بی
فرودگاه آبی لیک موسکوکا/الپرت بی (به انگلیسی: Lake Muskoka/Alport Bay Water Aerodrome) یک فرودگاه خصوصی است که یک باند فرود آب دارد. این فرودگاه در کشور کانادا قرار دارد و در ارتفاع ۲۲۵ متری از سطح دریا واقع شده است.